# Salix babylonica
El sauce llorón (Salix babylonica) es un árbol que pertenece a la familia de las salicáceas y es nativo del este de Asia (especialmente del norte de China).

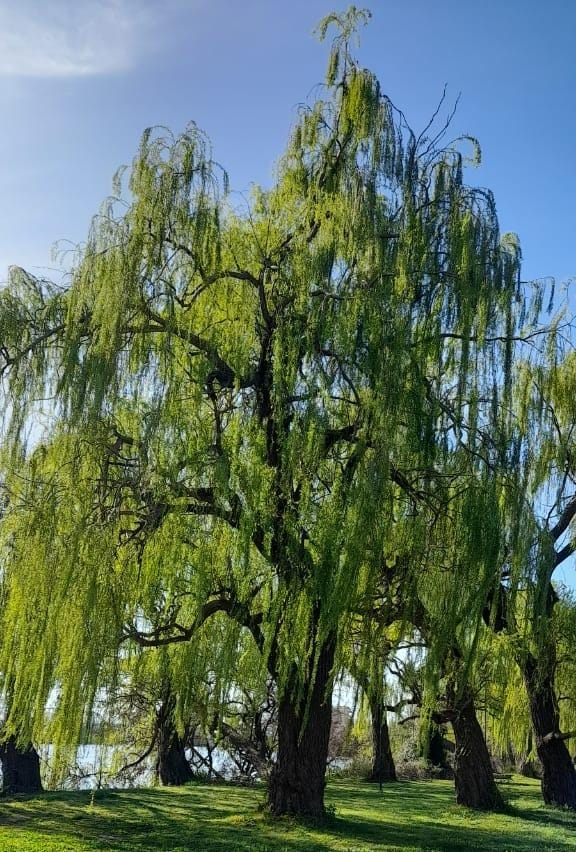
Sauce patagónico

## Descripción
Es un árbol caducifolio de 8 a 12 m de altura (excepcionalmente 26 m),  con ramas delgadas, flexibles, largas, colgantes casi hasta el suelo. Su tronco tiene una corteza fisurada. Hojas linear-lanceoladas, de 8 a 15 cm de largo, acuminadas,  borde finamente aserrado, glabras y  glaucas en el envés cuando son adultas. Pecíolo corto,  pubescente. Las inflorescencias brotan junto con las hojas, tiene amentos cilíndricos de 2 a 5 cm de largo, con flores de color amarillo pálido. Se reproduce por anemocoria.

## Cultivo y usos

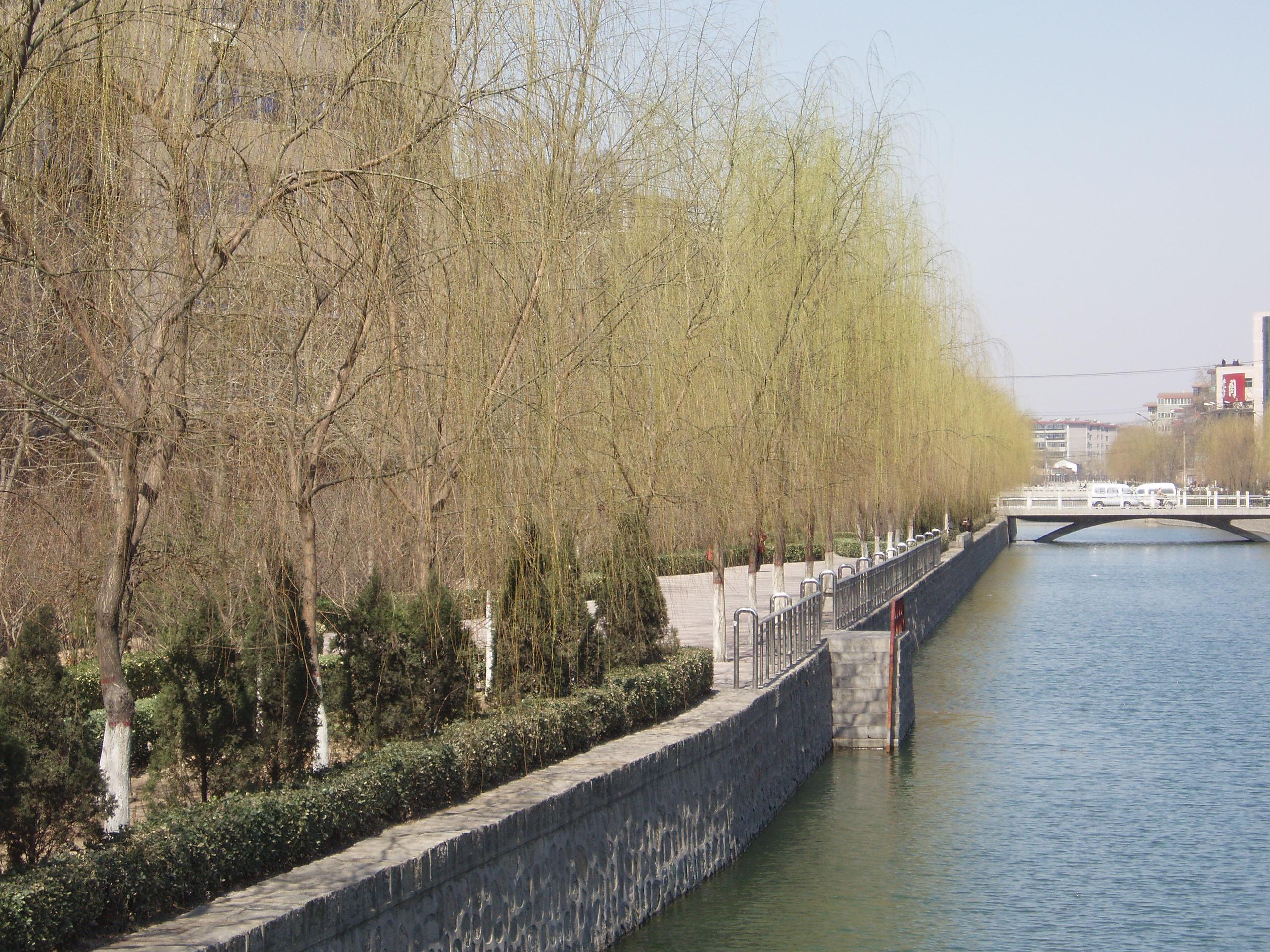
Sauce llorón en Shijiazhuang, sur de Pekín, China.

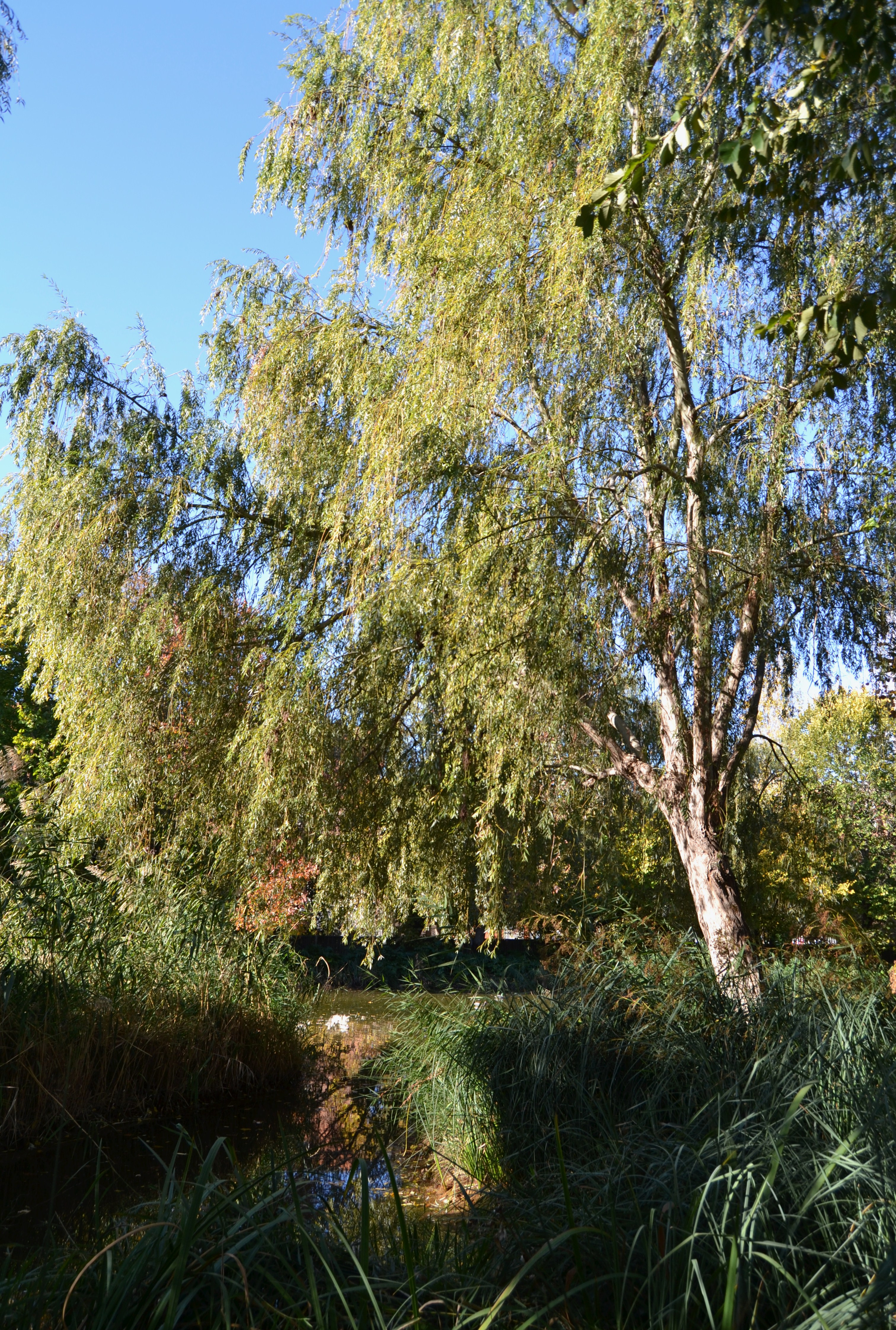
Vista del árbol

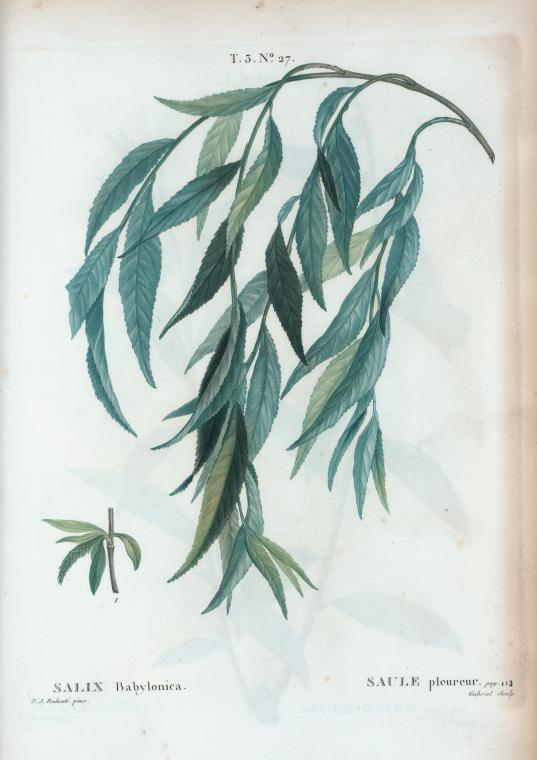
Ilustración

Se multiplica perfectamente por injertos y esquejes, pues enraízan muy bien.  Se suele plantar de manera aislada para que resalte  su bello porte.  Al igual que los chopos o álamos sufre mucho el ataque de insectos minadores con graves secuelas.
Si bien su crecimiento es rápido, no vive más de 50 años. Crece de manera silvestre, en las riberas de arroyos y ríos, intercalado con otros árboles que forman las galerías; es un árbol usado por los nativos de estas zonas para diversos usos, como por ejemplo postes para cercas, leña y sombra, y tiene un importante valor desde el punto de vista ecológico ya que  evita la erosión del suelo en riberas de ríos, con lo que protege la flora de la zona y fortalece los cauces ante posibles desbordamientos. Una plaga importante es Corythucha salicata Gibson (Hemiptera, Tingidae).
Muchos botánicos consideran que Salix matsudana y Salix babylonica son la misma especie de árbol (este último sauce, a pesar de su nombre botánico, es también originario del norte de China). La única diferencia encontrada entre ambos es que S. matsudana tiene dos nectarios en cada flor femenina, mientras que S. babylonica tiene solamente uno. Sin embargo esta característica es variable en muchos sauces (por ejemplo, Salix fragilis puede tener tanto uno como dos), por lo que puede no ser significativa para considerarlas especies diferentes.

## Taxonomía
Salix babylonica fue descrita por Carlos Linneo y publicado en Species Plantarum 2: 1017, en el año 1753.
Etimología
Salix: nombre genérico latino para el sauce, sus ramas y madera.
babylonica: epíteto  por Babilonia (Mesopotamia),  de donde se le creía nativo. En el Salmo 137 ("Por los ríos de Babilonia"), se lamenta el exilio de los hebreos de su tierra, Judea, a una extraña y enemiga Babilonia.  El lamento lo hacían cerca de los "sauces llorones" en los ríos de Babilonia.
Sinonimia
- Salix matsudana Koidz.[9]

## Nombres comunes
- desmayo, llorón europeo, sauce de Levante, sauce llorón.[10]